# Kamilia Hayder
Kamilia Hayder (ur. 15 listopada 1988) – polska lekkoatletka, sprinterka i biegaczka średniodystansowa.

## Kariera
Brązowa medalistka mistrzostw Polski seniorów w sztafecie 4 x 400 metrów w  2011 i 2014. Wielokrotna medalistka mistrzostw Polski AZS. 